# تاريخ التقاويم
تاريخ التقاويم، أي الأشخاص الذين يقومون بإنشاء واستخدام طرق لتتبع الأيام وتقسيمات زمنية أكبر، يغطي ممارسة ذات جذور قديمة.
أعاد علماء الآثار بناء أساليب ضبط الوقت التي تعود إلى عصور ما قبل التاريخ على الأقل قديمة قدم العصر الحجري الحديث. الوحدات الطبيعية لضبط الوقت التي تستخدمها معظم المجتمعات التاريخية هي اليوم والسنة الشمسية والشهر القمري. التقاويم هي مخططات واضحة تستخدم لضبط الوقت. يعود تاريخ أول تقويمات مصدق عليها ومصاغة تاريخياً إلى العصر البرونزي، معتمدة على تطور الكتابة في الشرق الأدنى القديم. كان التقويم السومري هو الأقدم، يليه التقويمات المصرية والآشورية والعيلامية.
ظهر عدد أكبر من أنظمة التقويم للشرق الأدنى القديم في السجل الأثري للعصر الحديدي، بناءً على التقويمات الآشورية والبابلية. ويشمل هذا تقويم الإمبراطورية الفارسية، والذي أدى بدوره إلى ظهور التقويم الزرادشتي بالإضافة إلى التقويم العبري.
كانت التقاويم في العصور القديمة عادةً شمسية قمرية، اعتمادًا على إدخال الأشهر المقحمة لمحاذاة السنوات الشمسية والقمرية. كان هذا يعتمد في الغالب على الملاحظة، ولكن ربما كانت هناك محاولات مبكرة لنمذجة نمط الإقحام خوارزميًا، كما يتضح في تقويم كوليني المجزأ في القرن الثاني.  و مع ذلك، احتوى التقويم الروماني على بقايا قديمة جداً من السنة الشمسية التي كانت موجودة قبل العصر الإتروسكي لمدة 10 أشهر.
تم إصلاح التقويم الروماني بواسطة يوليوس قيصرعام 45 قبل الميلاد. لم يعد التقويم اليولياني يعتمد على مراقبة القمر الجديد، ولكنه ببساطة اتبع خوارزمية لإدخال يوم كبيس كل أربع سنوات. أدى هذا إلى فصل الشهر التقويمي عن الشهر القمري.
في القرن الحادي عشر في بلاد فارس، تم الإعلان عن إصلاح التقويم بقيادة خيام في عام 1079، عندما تم قياس طول السنة بـ 365.24219858156 يومًا. بالنظر إلى أن طول السنة يتغير في الخانة العشرية السادسة على مدى حياة الشخص، فإن هذا دقيق للغاية. للمقارنة، كان طول السنة في نهاية القرن التاسع عشر 365.242196 يومًا، أما اليوم فهو 365.242190 يومًا.
تم تقديم التقويم الغريغوري كتحسين للتقويم اليولياني في عام 1582، وهو اليوم قيد الاستخدام في جميع أنحاء العالم باعتباره التقويم الفعلي للأغراض العلمانية.

## علم أصول الكلمات
مصطلح التقويم نفسه مأخوذ من التقويمات، مصطلح اليوم الأول من الشهر في التقويم الروماني، ذا صلة بالفعل "calare " بمعنى لينادي، في إشارة إلى الدعوة للإعلان عن رؤية الهلال الجديد. التقويم اللاتيني يعني «دفتر الحساب، التسجيل»، حيث تمت تسوية الحسابات وتحصيل الديون في تقويمات كل شهر.
تم اعتماد المصطلح اللاتيني في الفرنسية القديمة باعتباره تقويمًا ومن هناك إلى اللغة الإنجليزية الوسطى كتقويم بحلول القرن الثالث عشر. التقويم الإملائي من اللغة الإنجليزية الحديثة المبكرة.
تربط فرضية بديلة «التقويم» بـ كولودار في تقاليد ما قبل المسيحية السلافية، والتي تم دمجها لاحقًا في عيد الميلاد. كولو تعني «دائرة، دورة» ودار تعني «هدية».

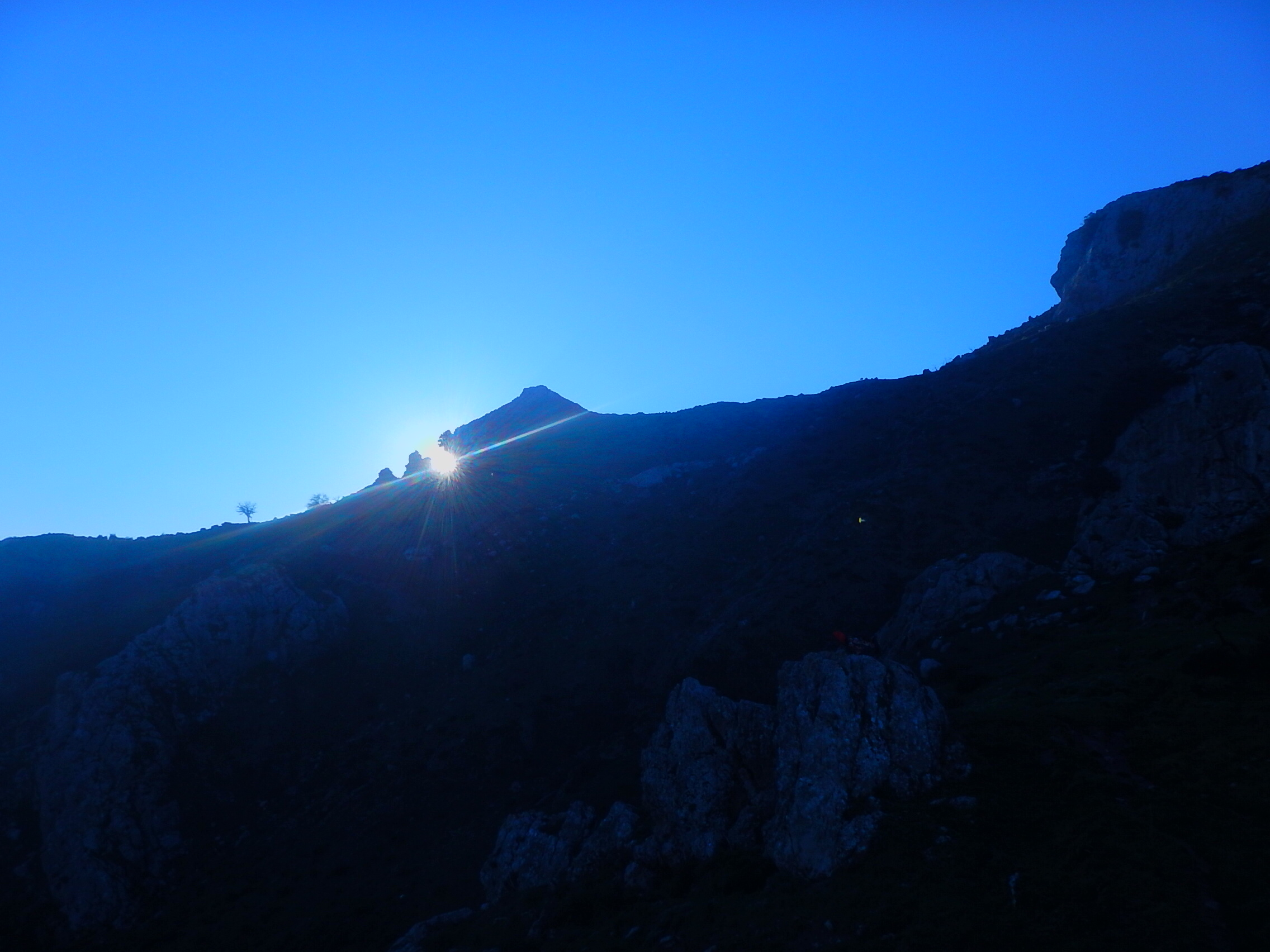
الإعتدال يظهر من التقويم الفلكي لبيتزو فينتو في Fondachelli-Fantina، صقلية.

[في الهند، تعني كلمة كالغانك أو كالاغناك التقويم، تتنبأ Indiyan Ganit-Jyotish بدقة بـ يوم بدون قمر، ويوم القمر الكامل والكسوف. حوالي 1100 مليون هندي يجدون «التوقيتات» ويؤدون مهرجاناتهم على أساس «فيكرامابدا» ابتداء من 57 قبل الميلاد.] 
[تبدأ السنة الجديدة لسريشتيابدا من اليوم الذي لا يظهر به القمر في شهر كيترا، ويحتفل وقتها معظم الناس في الهند باحتفالات الألوان من بعد يوم واحد من حدث هوليكادهان والذي يصادف مع يوم اكتمال القمر من شهر فالغون في نهاية العام السابق.وهكذا تبدأ سريشتيابدا مع تولد القمر الجديد لشهر كيترا ونهاية قمر كامل من شهر فالغون. سريشتيابدا تعني «الشمسي-القمري» مثل فيكرامابدا، لكن اليوم القمري يبدأ مع اليوم الأول من الشهر وينتهي في اليوم الأخير من الشهر.]

## عصور ما قبل التاريخ
هنالك عدد من الأسس تم اقترحها ما قبل التاريخ بغرض ضبط الوقت (عادة يتم تتبع مسار السنة الشمسية). ويتضمن الأمر الكثير من الأسس الصخرية وتعديلات اعيدت كتابتها بالعصر الحجري الحديث.
في فيكتوريا، أستراليا، يمكن ان يعود ترتيب حجارة وردي يوانغ (بالإنجليزية: Wurdi Youang stone) والتي قد يعود تاريخها لأكثر من 11,000 عام ومع تقديراتٍ أخرى يذكر أنها أقدم من 20,000 عام. هذه التقديرات بُنيت على عدم الدقة في التقويم، ويرجح السبب لتغير مدار الأرض المزعوم في تلك الفترة. تم العثور على هذا الموقع بالقرب من أقدم موقع معروف لتربية الأحياء المائية في العالم.
قطع الخزف الأثرية من بلغاريا، والتي تعرف باسم نموذج فرن سلاتينو (بالإنجليزية: Slatino furnace)، قد أعُلنت من قبل علماء آثار محليين والإعلام على أنها أقدم تمثيل للتقويم، لكن لم يتم تصديق الأمر بوجهة نظر العامة.
الترتيب الميزوليتي (بالإنجليزية: mesolithic arrangement) يتكون من اثني عشرة تجويف وقوس موجود في حقل وارن، أبردينشاير، اسكتلندا. يرجع تاريخه إلى ما يقارب 10,000 عام، وهو يعتبر تقويم قمري وكان يطلق عليه في عام 2013  «أقدم تقويم معروف في العالم».
تم العثور على أقدم تقويم أوروبي بالقرب من فوكوفار أو كرواتيا حالياً. وهو عبارة عن إناء فخاري منقوش برموز للأجرام السماوية.

## الشرق الأدنى القديم
يغطي هذا المصطلح حقبة بداية ظهور سومر أو ما يسمى اليوم بالشرق الأوسط. والتقويم السومري القديم يقسم السنة إلى 12 شهرًا قمريًا  يتكون من 29 أو 30 يومًا. يبدأ كل شهر برؤية قمر جديد. كذلك لم يكن للأشهر السومرية أسماء موحد في جميع أنحاء سومر بسبب التنوع الديني. نتج عن ذلك وصف الكتاب والعلماء لهم بـ «الشهر الأول»، «الشهر الخامس»، إلخ. وللحفاظ على السنة القمرية البالغة 354 يومًا لتكون متزامنة مع السنة الشمسية البالغة 365.242 يومًا، تمت إضافة شهرإضافي بشكل دوري، يشبه إلى حد كبير السنة الميلادية الكبيسة. كذلك لم يكن هناك أسابيع في التقويم السومري. وعادة ما يتم الاحتفال بالأيام المقدسة وأوقات الراحة من العمل في اليوم الأول والسابع والخامس عشر من كل شهر. بالإضافة، كانت هناك أيضًا أعياد تختلف من مدينة إلى أخرى.

## العصور القديمة

### بابل وبلاد فارس
على الرغم من أن أقدم دليل على تقاليد التقويم الإيراني يعود إلى الألفية الثانية قبل الميلاد، والتي سبقت ظهور النبي الإيراني زرادشت، فإن التقويم الأول المحفوظ بالكامل هو التقويم الأخميني. عبر التاريخ المسجل، حرص الفرس على فكرة وجود تقويم وأهميته. لقد كانوا من بين الثقافات الأولى التي استخدمت التقويم الشمسي وفضلوا منذ فترة طويلة النهج الشمسي على النهج القمري. لطالما كانت الشمس رمزًا في الثقافة الإيرانية وترتبط ارتباطًا وثيقًا بالفولكلور المتعلق بكورش العظيم.

### التقويم الفارسي القديم
تشير النقوش واللوحات الفارسية القديمة إلى أن الإيرانيين الأوائل استخدموا تقويمًا يتكون من 360 يومًا بناءً على المراقبة الشمسية المباشرة وتم تعديله وفقًا لمعتقداتهم. كذلك لم يتم تسمية الأيام في هذا التقويم وكان للأشهر قسمان أو ثلاثة أقسام حسب مراحل القمر. كذلك تم تسمية السنة باثني عشر شهرًا من 30 يومًا لمهرجانات أو أنشطة الرعاة. كذلك تمت إضافة الشهر الثالث عشر كل ست سنوات للحفاظ على التقويم متزامنًا مع الفصول.

### التقويم الزرادشتي
ظهرت التقويمات الأولى المبنية على علم الكونيات الزرادشتية في الفترة الأخمينية اللاحقة (650 إلى 330 قبل الميلاد). لقد تطورت على مر القرون، لكن أسماء الأشهر تغيرت قليلاً حتى الآن. تطلبت الإمبراطورية الأخمينية الموحدة تقويمًا إيرانيًا مميزًا، وواحدًا تم تصميمه وفقًا للتقاليد المصرية، مع 12 شهرًا من 30 يومًا، كل منها مخصص لـيازاتا (إيزاد)، وأربعة أقسام تشبه أسبوع السامية. تم تخصيص أربعة أيام في الشهر لأهورا مازدا  (Ahura Mazda) وتم تسمية سبعة منها على اسم أميشا سبينتاس (Amesha Spentas) الستة. تم تسمية ثلاثة عشر يومًا على اسم النار والماء والشمس والقمر وتيري وجيوش أورفان (Geush Urvan) (روح جميع الحيوانات)، وميثرا، وسراوشا (سوروش، يازاتة الصلاة)، وراشنو (القاضي)، وفرافاشي، وبهرام (يازة النصر) ورامان (راميش يعني السلام)، وواتا ألوهية الريح. ثلاثة منها كانت مخصصة للآلهة الأنثوية، داينا (يازة الدين والشخصية الواعية)، آشي (يازاتة الحظ) وأرشطات (العدالة). تم تكريس الأربعة الباقين لعثمان (رب السماء أو الجنة)، زام (الأرض)، مانثرا سبينتا (الكلمة المقدسة الفاضلة) وأناغرا راوتشا («نور الجنة اللامتناهي»).

### التعديلات من قبل البارثيين: اردشير الأول، هورمزيد الأول،يزدجرد الثالث
اعتمد البارثيون (سلالة أرسايد) نفس نظام التقويم مع تعديلات طفيفة، وأرخوا عصرهم من 248 قبل الميلاد، وهو التاريخ الذي خلفوا فيه السلوقيين. أسماءهم للأشهر والأيام هي مرادفات بارثية لأسماء فستية كانت مستخدمة سابقًا، وتختلف قليلاً عن الأسماء الفارسية الوسطى التي استخدمها الساسانيون على سبيل المثال، وفي العصور الأخمينية، كان يُطلق على الشهر الفارسي الجديد اسم Dadvah والذي يعني بالعربية (الخالق)، وفي اللغة البارثية كان يطلق عليه Datush ، وأطلق عليه الساسانيون اسم  Dadv / Dai (Dadar in Pahlavi)  وعندما سقطت السلالة البارثية في أبريل من عام 224 بعد الميلاد وحل محلها الساسانيون، ألغى الملك الجديد اردشير الأول التقويم البابلي الرسمي واستبدله بالزرادشتية. وشمل ذلك تصحيح أماكن الجهنبر التي تراجعت في المواسم منذ أن تم إصلاحها. لقد وضعت بعد ثمانية أشهر، وكذلك كانت epagemonai، و "Gatha" أو "Gah" الايام بعد التراتيل الزرادشتية القديمة التي تحمل نفس الاسم. لم تقبل دول أخرى، مثل الأرمن والشرقيين، التغيير.

### تشكيل التقويم الفارسي الحالي في القرن الحادي عشر
كان توغريل بك، مؤسس السلالة السلجوقية، قد جعل أصفهان عاصمة لمقاطعاته وكان حفيده مالك شاه حاكم تلك المدينة من عام 1073 تم إرسال دعوة إلى الخيام من مالك شاه ووزيره نظام الملك يسأله إلى الذهاب إلى أصفهان لإقامة (إنشاء) مرصد هناك كما تم احضار علماء فلك بارزين إلى المرصد في أصفهان ولمدة 18 عام قاد الخيام العلماء وأنتج أعمالا رائعةَ وخلال هذه الفترة جمع الجداول الفلكية وايضا ساهم في إصلاح التقويم في عام 1079.
اقتباسات كاول من مجلة كلكتا رقم 59:
عندما قرر مالك شاه إصلاح التقويم، كان عُمَر واحدا من ثمانية رجال متعلمين تم توظيفهم للقيام بذلك، كانت النتيجة العصر الجلالي (تيمنا بـ جلال الدين، أحد أسماء الملك) – يقول جيبون "حساب الوقت" الذي يتفوق على جوليان، ويقترب من دقة الأسلوب الجريجوري".
قام الخيام بقياس طول العام بـ 365.24219858156 يوما. يوجد تعليقان على هذه النتيجة. أولا، تظهر ثقة لا تصدق في محاولة إعطاء النتيجة بهذه الدرجة من الدقة. نحن نعلم الآن أن طول السنة يتغير في المكان العشري السادس على مدى حياة الشخص. ثانيا، إن هذا الحساب دقيق للغاية. وللمقارنة، بلغ طول السنة في نهاية القرن التاسع عشر 365.242196 يوما، بينما يبلغ طول السنة اليوم 365.242190 يوما.

### العصر اليوناني الكلاسيكي
يبدو أن الإغريق، في وقت مبكر من عصر هوميروس، كانوا على دراية بتقسيم السنة إلى اثني عشر شهرا قمريا ولكن لم يتم ذكر الشهر الفاصل ايمبوليموس أو اليوم. بغض النظر عن تقسيم الشهر إلى أيام، تم تقسيمه إلى فترات حسب زيادة القمر ونقصانه. وهكذا، كان اليوم الأول أو القمر الجديد يسمى نومينيا. اختلف الشهر الذي بدأ فيه العام وكذلك أسماء الأشهر بين الولايات، وفي بعض الأجزاء لم تكن هناك أسماء للأشهر، حيث تم تمييزها عدديا فقط، مثل الشهر الأول والثاني والثالث والرابع... إلخ.
كان التقويم الأثيني القديم تقويما قمريا مكونا من 354 يوما، ويتألف من اثني عشر شهرا مكونين من 29 أو 30 يوما بالتناوب. للمحافظة على تماشي التقويم مع السنة الشمسية بـ 365.242189 يوما، تمت إضافة شهر إضافي مقسم في السنوات: 3، 6، 8، 11، 14، 17، 19 من دورة ميتونيك ذات الـ 19 عاما. انظر حول هيكل التقويم الاتيكي، كانت الأشهر الأثينية تسمى هيكاتمبيون وميتاجتنيون وبويدروميون وبيانيبسيون ومايمكتريون وبوسايدن وجامليون وانثستريون وايلافيبوليون ومانيشيون وثارجليون وسكيروفوريون. يأتي الشهر المقسم عادة بعد بوسايدون، ويسمى بوسايدون الثاني. انظر أيضا: التقويم الأثيني. تعيد أكاديمية ابستيم إعادة بناء التقويم الاتيكي.
إضافة إلى تقويم «المهرجان» العادي، احتفظ أثينا بجدول زمني سياسي ثانٍ. وقُسِّم تقويم «الكونسيليار» هذا العام إلى «بريتانيز»، واحد لكل «فيلاي»، وهو التقسيمات الفرعية لمواطني أثينا. يختلف عدد الفيلاي، وبالتالي عدد البرايتاني، على مر الزمن. حتى 307 قبل الميلاد، كان هناك 10 فلاي. وبعد ذلك يتراوح العدد بين 11 و13 (عادة 12). بل إن ذلك أكثر إرباكًا، بينما كانت سنوات التوفيق والمهرجان مماثلة تقريباً في القرن الرابع قبل الميلاد، فإن هذه الحالة لم تكن منتظمة في وقت سابق أو آجلاً. وكثيرا ما يكون من الصعب جدا تحديد الوثائق التي تحمل براداني في جدول جوليان.
واستمرت طاولة الألعاب الأولمبية اليونانية، بعد دورات الأربع سنوات التي تفصل بين الألعاب الأوليمبية من 1 تموز/يوليو 776 قبل الميلاد، حتى نهاية القرن الرابع بعد الميلاد. استخدم اليونانيون في الإسكندرية عهد بابيلون من نابوناسار ابتداء من 26 شباط/فبراير 747 قبل الميلاد. وكان معروفاً فيما بعد في العصور الوسطى من أعمال بوتوليمي.

### الفترة الهلنستية
كانت التقويمات اليونانية متنوعة إلى حد كبير بسبب الفترة الهيلنستية، مع وجود تقاليد منفصلة في كل دولة يونانية. ويكتسي جدول ديلفي أهمية أساسية لإعادة بناء الجداول الزمنية اليونانية الإقليمية، وذلك بسبب الوثائق العديدة التي عُثر عليها هناك والتي تسجل هفوة العبيد، وكثير منهم تاريخي في الدلفي وفي جدول زمني إقليمي.
العصر المقدوني للسيليوس، التي بدأت بالغزو على بابيلون بواسطة سيليوكس نيكاتور في 312 قبل الميلاد. أصبح يستخدم على نطاق واسع في الشام. كان اليهود يعرفونه «عصر العقود»، واستخدموها في أوروبا حتى القرن الخامس عشر.
وقد رُقِّم التقويم الجمهوري الروماني على أساس القناصل الحاليين. استُخدمت الإشارات إلى سنة القنصل في كل من المحادثة والسجلات الرسمية. كثيراً ما كان للرومان من نفس الأسرة نفس الثناء، مما يجعل من الصعب أحياناً التمييز بينهم، وكان هناك قنصلان في أي وقت من الأوقات، وقد يكون كل منهما في بعض الأحيان يشغل التعيين أكثر من مرة واحدة، مما يعني أنه كان من الضروري (و) أن يكون من الضروري أن يكون متعلماً جيداً في التاريخ لفهم الإشارات المرجعية. كان الرومان أسبوع ثمانية أيام، مع انخفاض يوم السوق كل ثمانية أيام. كان يسمى نوندينوم أو «تسعة أيام» في العد الشامل.
معظم تقويمات الهندوس الإقليمية موروثة من نظام موحد في علم الفلك الهندوسي الكلاسيكي كما اعتُمد عن طريق انتقال العدوى الهندية اليونانية في القرون الأخيرة قبل الميلاد، وأصلحه فلكيون في عصرغوبتا مثل راجابها وفاراهاميهرا.

### الصين
قبل فترة الربيع والخريف (770 ق.م)، كانت التقاویم الصینیة تقاویم شمسية أي في ما یسمى بتقویم المراحل الخمس، وتتكون السنة من 10 شهور وفترة انتقالية واحدة، ويتألف كل شهر من 36 يوم، وكل فترة أنتقالية من 5 إلى 6 أيام، أثناء حقبة الممالك المتحاربة (220- 475 ق.م)، أنشئت أسرة تشو التقويم القمري البدائي ويعرف أيضا بأسم التقاويم الستة القديمة، تبدأ أشهر هذه التقاويم بيوم محاق القمر مع وجود 12 أو 13 شهراَ (شهر قمري) في السنة، ويتم وضع الأشهر الكبيسة في نهاية العام، أطلق تقويم تشين في أراضي أسرة تشين ويتبع قواعد تقويم زوان شو إلا أن ترتيب أشهره تتبع تقويم شيا.

### الفترة الفيدية وفترة ما قبل الفيدية / الهند القديمة
كان ضبط الوقت مهم في الطقوس الفيدية ففي الفترة الفيدية كان الجيوتيش مجالاً لتتبع وتوقع حركة الأجرام الفلكية من أجل الحفاظ على الوقت ولأجل إصلاح اليوم والوقت لهذ الطقوس، والتي تم تطويرها في نهاية الألفية الثانية قبل الميلاد كما ذكر في «شاتاباتا براهمين»، كانت هذه الدراسة واحدة من الفيدانغا الستة القديمة أو العلوم المساعدة المرتبطة بالفيدا- الكتب المقدسة الهندوسية والتي اقتبسها الباحث ياسكا في القرن الخامس قبل الميلاد ، النص القديم الموجود في الجيوتيش هو الفيدانغا جيوتيش والموجود بنسختين، أحدهما مرتبط بالريجفدا والآخر ياجورفدا، وينسب إصدار الريجفدا بشكل متعدد إلى الحكيم لاغاد وأحيانا إلى الحكيم شوسي، لا تنسب نسخة ياجورقدا إلى أي حكيم معين، وقد نجت في العصر الحديث مع تفسير سوماكارا وهي من أكثر النسخ المدروسة.
يناقش نص الجيوتيش براما سيدهانتا الذي كتب على الأرجح في القرن الخامس بعد الميلاد، كيفية أستخدام حركة الكواكب والشمس والقمر للحفاظ على الوقت والتقويم. إضافة إلى ذلك يسرد النص علم المثلثات والصيغ الرياضية لدعم نظرية المدارات الفلكية الخاصة به، والتنبؤ بمواقع الكواكب وحساب المواضع النسبية للعقد السماوية والقبا‘ ويتميز النص بتقديم أعداد كبيرة مثل 4.32 مليار سنة من عمر الكون الحالي.
تم ذكر الساعة المائية والمزولة الشمسية في العديد من النصوص الهندوسية مثل ارته شاسترا، وتقدم نصوص الجيوتيش صيغ رياضية للتنبؤ بطول النهار وشروق الشمس وأدوار القمر.
التقويم الهندوسي الحديث، في بعض الأحيان يشار عليه بمسمى بنشانجان، وهي مجموعة مصطلحات لعدة تقاويم شمسية وقمرية تقليدية تستخدم في الهندوسية. يتبنى مفهوم أساسي لضبط الوقت، ولكن مختلف عن التركيز النسبي للدورة القمرية، أو الدورة الشمسية من حيث أسماء الأشهر، وبداية السنة الهندوسية. التقويم الهندوسي القديم مشابه نظرياً إلى التقويم اليهودي، ومختلف عن التقويم الميلادي. حيث أن التقويم الميلادي يضيف عدة أيام للأشهر القمرية لتعديل ما بين اثنتا عشر شه، الدورة القمرية والتي تعادل 354 يوم واثنتا عشر شهر الدورة الشمسية، والتي تعادل 365 يوم، أما التقويم الهندوسي يوازن الشهر القمري ويضيف شهر كامل بطريقة حسابية معقدة، تؤكد على وقوع الاحتفالات والطقوس المتعلقة بالمحاصيل، في المواقيت الصحيحة للمواسم.
التقويم الهندوسي يستخدم في شبه القارة الهندية منذ القدم، ومازال يستخدم من الطائفة الهندوسية، بالهند ونيبال بالأخص، لتعيين تواريخ احتفالات الهندوس. المجتمعات البوذية والجاينية الأولية اعتمدت التقويم الهندوسي القديم، من ثم التقويم الفيكرامي ومن بعدها التقويم البوذي المحلي. الاحتفالات البوذية والجاينية مازالت تقرر عن طريق النظام القمري في التقويم القمري الشمسي.

### الإمبراطورية الرومانية
السنة الرومانية القديمة كانت تتألف من 304 يوم مقسمة على 10 شهو، تبتدي من شهر مارس. مع ذلك المؤرخ القديم ليفي أعطى الفضل للملك الروماني الثاني (نوما بومبليوس) لاختراعه تقويم يتكون من 12 شهر. فقام الملك نوما بومبليوس بإضافة شهر يناير وفبراير لتوقيف العجز المتواجد بأشهر السنة الرومانية. يوليوس قيصر أدرك بأن النظام أصبح غير قابل للعمل، لذلك أجرى تغييرات جذرية من القنصل الثالث للعام. في 709AUC العام الجديد ابتدى من يوم 1 يناير وانتهى بتاريخ 31 ديسمبر حتى يتمم 365 يوم، من ثم تعديلات إضافية أجرت من قبل «أغسطس» والذي أقدم بمفهوم السنة الكبيسة في عام AUC757 (أربعة بعد الميلاد). وكان الناتج استمراره بشكل عاماً. في أوروبا لتقويم جوليان حتى سنة 1582، وفي بعض الدول حتى نهاية القرن العشرين.
قدم ماركوس تيرينتيوس فارو عصر أب اوربي كونديتا (بالإنجليزية: Ab urbe condita)  بافتراض تأسيس روما في 753 قبل الميلاد . ظل النظام قيد الاستخدام خلال أوائل العصور الوسطى حتى اعتماد واسع النطاق للعصر الديونيسي في الفترة الكارولنجية.
في الإمبراطورية الرومانية ، يمكن استخدام سنة AUC  جنبًا إلى جنب مع السنة القنصلية، بحيث يمكن تحديد قنصل كوينتوس فوفيوس كالينوس وبوبليوس فاتينيوس على أنه AUC 707 (أو 47 قبل الميلاد)، وهو القنصل الثالث لـيوليوس قيصر ، مع ماركوس أميليوس ليبيدوس ، على انه 708  (أو 46 قبل الميلاد)، والقنصل الرابع ليوليوس قيصر على انها  AUC 709 (أو 45 قبل الميلاد).
الأسبوع المكون من سبعة أيام له تقليد يعود إلى الشرق الأدنى القديم، لكن إدخال «أسبوع الكواكب» الذي لا يزال قيد الاستخدام الحديث يعود إلى فترة الإمبراطورية الرومانية (انظر أيضًا لأسماء أيام الأسبوع).

## العصور الوسطى

### أوروبا المسيحية

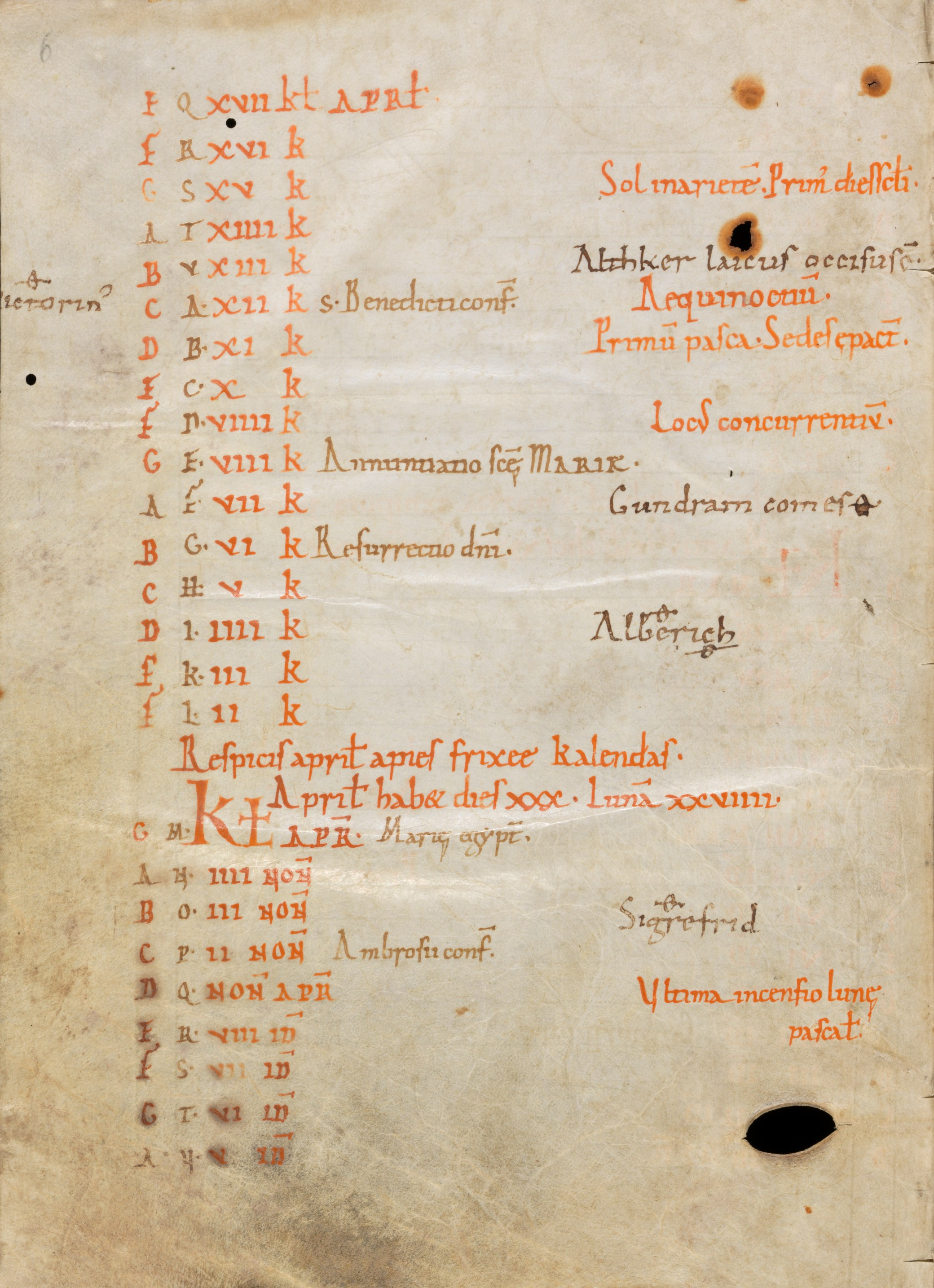
صفحة تقويم من القرن العاشر من دير إينزيدلن (من 16 مارس إلى 9 أبريل).

أقدم تقويم القديسين لكنيسة روما جمعت في منتصف القرن الرابع، تحت يوليوس الأول أو بوب ليبريوس، احتوت على مهرجانات وثنية ومسيحية. أقدم مخطوطة موجودة في التقويم المسيحي المبكر هو ما يسمى تقويم فيلوكالوس (بالإنجليزية: Filocalus)، الي تم انتاجه في عام 345. تم تجميع استشهاد أكثر شمولا بواسطة جيروم في أوائل القرن الخامس. نشر جان مابيلون تقويماً لكنيسة قرطاج صنع في كاليفورنيا. م 483. تم تقديم حقبة أنو دوميني في القرن السادس. تستند التقويمات الموجودة في أوائل العصور الوسطى الي نظام جيروم لترقيم سنوات دورة ميتونية (بالإنجليزية: Metonic cycle)، والتي سميت فيما بعد بالأرقام الذهبية.
تم نشر تقويم من العصر الكارولنجي بواسطة لوك داشيري بعنوان سنوات النظام سولاريس بالحرف S (بالإنجليزية: lncipit Ordo Solaris Anni cum Litteris a S).  تراكيب هيرونيمو (بالإنجليزية: Hieronymo superposities)، لاستكشاف الأسبوع (بالإنجليزية:ad explorandum septimanae Diem)، ولكل يوم قمر في البحث لمدة تسعة عشر عاما (بالإنجليزية:et Lunae Aetatem investigandam in unoquoque Die per xix Annos). («هنا يبدأ ترتيب السنة الشمسية بالحروف التي وضعها القديس جيروم ، بغرض معرفة يوم الأسبوع وعمر القمر لأي يوم في غضون [ دورة ] 19 سنة»). تعد ليدن أراتيا، وهي نسخة كارولينجية (بتاريخ 816) من أطروحة فلكية من جرمنيكس، مصدرًا مهمًا لنقل التقويم المسيحي القديم إلى فترة العصور الوسطى.
في القرن الثامن، استخدم المؤرخ الأنجلو ساكسوني بيدا الموقر مصطلحًا لاتينيًا آخر، «ما قبل التجسد الحقيقي للرب» («الوقت قبل تجسد الرب الحقيقي»، أي ما يعادل في اللغة الإنجليزية «قبل المسيح»)، لتحديد سنوات ما قبل السنة الأولى من هذا العصر. وفقًا للموسوعة الكاثوليكية، حتى الباباوات استمروا في تأريخ الوثائق وفقًا لسنوات الحكم، وأصبح استخدام AD شائعًا في أوروبا تدريجياً من القرن الحادي عشر إلى القرن الرابع عشر. في عام 1422، أصبحت البرتغال آخر دولة في أوروبا الغربية تعتمد نظام Anno Domini.
تم تقديم التقويم الأيسلندي في القرن العاشر. في حين أن التقويمات الجرمانية القديمة كانت تستند إلى الأشهر القمرية، قدم التقويم الأيسلندي الجديد حسابًا شمسيًا بحتًا، مع وجود عدد ثابت من الأسابيع في السنة (52 أسبوعًا

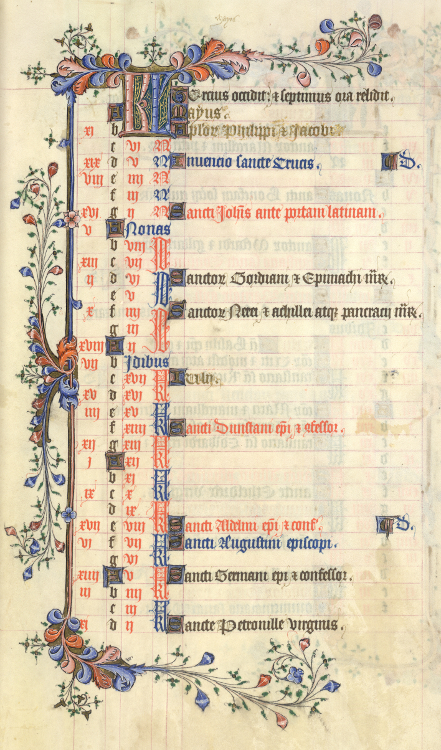
صفحة مايو في Bedford Psalter and Hours ms. (المكتبة البريطانية ، إضافة MS 42131 ، الورقة الثالثة، أوائل القرن الخامس عشر).

أو 364 يومًا). استلزم هذا إدخال «الأسابيع الكبيسة» بدلاً من الأيام الكبيسة اليوليانية.
في عام 1267، ذكر عالم القرون الوسطى روجر بيكون أوقات اكتمال القمر بعدد الساعات والدقائق والثواني والثلث والأربع (هوراي، مينوتا، سيكوندا، تيرتيا وكوارتا) بعد الظهر في تواريخ تقويمية محددة. على الرغم من أن الثلث لـ  من الثانية يبقى في بعض اللغات، على سبيل المثال العربية ثالثة، فإن الثانية الحديثة مقسمة بشكل عشري.
ظلت عصور التقويم المتنافسة لـ Anno Domini قيد الاستخدام في أوروبا المسيحية. في إسبانيا، تم تأريخ «عصر القياصرة» منذ غزو أوكتافيان لأيبيريا في 39 قبل الميلاد. تم تبنيه من قبل القوط الغربيين وظل مستخدمًا في كاتالونيا حتى عام 1180، قشتالة حتى عام 1382 والبرتغال حتى عام 1415.
لأغراض التسلسل الزمني ، كان عيب نظام  أنو دوميني (Anno Domini) هو أن التواريخ يجب أن تُحسب للخلف أو للأمام وفقًا لما هو عليه قبل الميلاد أو بعد الميلاد. ووفقًا للموسوعة الكاثوليكية ، «في نظام مثالي تماماً ، سيتم حساب جميع الأحداث في تسلسل واحد. كانت الصعوبة هي العثور على نقطة انطلاق من حيث يجب حسابها ، لأن بدايات التاريخ التي يجب وضع هذا فيها بشكل طبيعي هي تلك التي أقل ما نعرفه بالترتيب الزمني». بالنسبة للمسيحيين واليهود ، كان الموعد التاريخي الأساسي هو عام الخلق أو Annus Mundi. حددت الكنيسة الأرثوذكسية الشرقية تاريخ الخلق في 5509 قبل الميلاد. وبقي هذا أساس التقويم الكنسي في العالم اليوناني والروسي لأرثوذكسي حتى العصر الحديث. تم تثبيت الكنيسة القبطية عام 5500 قبل الميلاد. في وقت لاحق ، ستختار كنيسة إنجلترا، بقيادة رئيس الأساقفة أوشر عام 1650، اختارت 4004 قبل الميلاد.

### التقويم الإسلامي
يعتمد التقويم الإسلامي على تحريم إقحام النبي محمد، في التقليد الإسلامي ، مؤرخًا في خطبة أقيمت في 9 ذي الحجة الهجري 10 (التاريخ اليولياني: 6 مارس 632). أدى ذلك إلى تحول التقويم القمري القائم على الرصد بالنسبة إلى مواسم السنة الشمسية.
خلال حكم المغول، تم تحصيل الضرائب على أراضي البنغاليين وفقًا للتقويم الهجري الإسلامي. كان هذا التقويم تقويمًا قمريًا، ولم يتزامن عامه الجديد مع الدورات الزراعية الشمسية. وفقًا لبعض المصادر، طلب الإمبراطور المغولي أكبر من عالم الفلك الملكي فتح الله شيرازي إنشاء تقويم جديد من خلال الجمع بين التقويم الإسلامي القمري والتقويم الهندوسي الشمسي المستخدم بالفعل، وكان هذا يُعرف باسم فاشولي شان (تقويم الحصاد). وفقًا لأمارتيا سين (Amartya Sen)، كان التقويم الرسمي لأكبر "Tarikh-ilahi" بالسنة صفر من 1556 م مزيجًا من التقويمات الهندوسية والإسلامية الموجودة مسبقًا. لم يتم استخدامه كثيرًا في الهند خارج محكمة موغال أكبر، وبعد وفاته تم التخلي عن التقويم الذي أطلقه. ومع ذلك ، يضيف سين، هناك آثار لـ " Tarikh-ilahi " التي بقيت في التقويم البنغالي. ينسب بعض المؤرخين التقويم البنغالي إلى الملك الهندوسي شاشانكا في القرن السابع.

### آخر
تم تنقيح تقويم تايشو القديم في الصين في فترة العصور الوسطى. قدم تقويم داينغ (تقويم أيمن) وهو الأكثر سطوعا وانتشارا، الذي تم إنشاؤه في عهد أسرة ليانغ الايروكس بواسطة زو تشونغزي الذي قدم الاعتدالات وهي تساوي الليل والنهار. تم وصف استخدام أداة تحديد الشهر القمري لأول مرة في سلالة تانغ تقويم ووين يون وبالعربية تقويم  نمر القصر .
سلالة يوان (القرن الثالث عشر / الرابع عشر) استخدم تقويم شوشي (اوشاي، ريبو، تقويم زمني للتعليم) واستخدم علم المثلثات الكروي (بقياس الزناد الكري للعثور على طول السنة المدارية). كان لهذا التقويم 365.2425 يومًا في السنة ، وهو مطابق للتقويم الغريغوري.
تم إعادة بناء عدد من التقويمات الأخرى ذات التاريخ الفوقي مؤقتًا لفترة العصور الوسطى. تقتصر عمليات إعادة البناء هذه في الغالب على قائمة بأسماء الأشهر ، كما هو الحال مع التقويم (الألماني السابق للمسحيين) وكذلك مع التقويم البلغاري، الذي كان من المفترض استخدامه بين البلغار في القرن العاشر، كما أعيد بناؤه من القرن الخامس عشر- القرن الاسمية للخانات البلغارية.

## أمريكا الوسطى
من بين جميع أنظمة التقاويم القديمة، كان لدى المايا وأمريكا الوسطى أنظمة هي الأكثر تعقيدا. كان تقويم المايا لمدة عامين، الأولى 260 يوم، وهي الدورة المقدسة وتدعى بـ (tzolkin – التزولكين) والثانية تحتوي على 365 يوم وتدعى بـ السنة الغامضة أو (haab –
هاب).

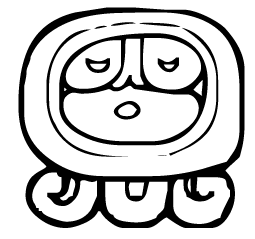
رسم تخطيطي حديث لإله المايا آهاو، وبعد ذلك تم تسمية اليوم العشرين من دورة تسولكين.

تتكون الدورة المقدسة ذات 260 يوم من دورتين أصغر: مرقمة من 1 إلى 13 مدمجة مع 20 اسم مختلف للأيام: (ايمكس – Imix، أيك – Ik، اقبال – Akbal، خان – kan، تشيشن – Chicchan، سيمي – Cimi، مانك – Manik، لامت – Lamat، مولوك – Muluc، أوك – Oc، تشوين – Chuen، إب – Eb، بن – Ben، اكس – Ix، مان – Men، سيب – Cib، كابان – Caban، ايزناب – Eiznab، كواك – Cauac، اهاو – Ahau). ويتم استخدام الدورة المقدسة لتحديد الاحداث المهمة المتعلقة بالآلهة والبشر مثل: تسمية الأفراد، والتنبؤ بالمستقبل، وتحديد التواريخ المبشرة من اجل المعارك والزيجات وما إلى ذلك.
الدورتان من 13 و20 متداخلة وتتكرر بدون انقطاع: قد تبدأ الدورة بـ 1 «ايمكس»، ثم 2 «أيك»، ثم 3 «اقبال»، على هذا المنوال حتى يتم الوصول إلى الرقم 13. عند هذه النقطة تعود الدورة لتبدأ من 13 «بن» بحيث يتبعها، 1 «اكس»، ثم 2 «مان»، وهكذا. هذه المرة ستكون «ايمكس» مرقمة بالرقم 8. وتنتهي الدورة بعد 260 يوم مع اخر يوم ويكون 13 «اهاو».
السنة الغامضة، والتي تتكون من 365 يوم وهي مشابهة للتقويم الحديث، وتتكون من 18 شهر مع 20 يوم للشهر، مع فترة من 5 أيام مشؤومة في النهاية. كانت السنة الغامضة مرتبطة بشكل أساسي بالفصول والزراعة، وكانت تعتمد على دورة الشمس. كانت تعرف الثمانية عشر شهر عند المايا بالترتيب التالي: (بوب – Pop، يوه – Uo، زيب – Zip، زوتز – Zotz، تزيك – Tzec، سوك – Xuc، ياكيسكن - Yaxkin، مول – Mol، تشين – Chen، ياكس – Yax، زاك – Zac، تشي – Ceh، ماك – Mac، كانكين – Kankin، ماون – Maun، باكس – Pax، كاياب – Kayab، كومكو – Cumku). عرفت الأيام الخمس المشؤومة باسم «يو يب – Uayeb»، واعتبر وقتا يمكن أن يحمل في طياته الخطر والموت وسوء الحظ.
تبدأ السنة الغامضة بشهر «بوب». شهور المايا ذات العشرون يوم دائما تبدأ مع ترتيب الشهر، متبوعة بالأيام مرقمة من 1 إلى 19، ثم ترتيب الشهر التالي وهكذا. هذا يرتبط بمفهوم شعب المايا بأن كل شهر يؤثر في الشهر القادم. تبدأ سنة المايا الجديدة بـ 1 «بوب»، متبوعة بـ 2 «بوب» حتى 19 «بوب»، متبوعة بترتيب شهر «يوه»، وتكتب كـ 0 «يوه»، ثم 1 «يوه»، ثم 2 «يوه» وهكذا. تتزامن تلك الدورتان كل 52 عام. كانت تدعى الفترة الثانية والخمسين «كـحزمة» وكانت شبيهة بتقويم القرن الحديث.

## التقويمات الحديثة
في حين أن التقويم الغريغوري قيد الاستخدام الآن في جميع أنحاء العالم لأغراض علمانية، فإن العديد من التقويمات التي تعود إلى العصور الوسطى أو القديمة لا تزال قيد الاستخدام الإقليمي للأغراض الدينية أو الاجتماعية، بما في ذلك التقويم اليولياني والتقويم العبري والتقويم الإسلامي والتقويمات الهندوسية المختلفة والتقويم الزرادشتي، إلخ. .
هناك أيضًا العديد من التقاويم الحديثة التي ترى استخدامًا محدودًا، سواء تم إنشاؤها لاستخدام الحركات الدينية الجديدة أو الإصدارات المعدلة من التقويمات الدينية القديمة، أو التقويمات التي قدمتها الحركات الإقليمية أو القومية.
- التقويم الجاوي (Javanese calendar) (1633)
- (Jōkyō calendar) (1685)
- التقويم الجمهوري الفرنسي (French Republican calendar) (1793)
- التقويم البهائي (Bahá'í calendar) (1873)
- التقويم الهجري الشمسي (Solar Hijri calendar) (1925
- التقويم باتافيزيقي (Pataphysical calendar) (1949)
- التقويم الوطني الهندي (Indian national calendar) (1957)
- تقويم ديكودياني (Discordian calendar) (1963)
- تقويم زوتشيه (Juche calendar) (1997)

## أنظر أيضا إلى
أسماء أيام الأسبوع
تاريخ آلات قياس الوقت